# Татуировщик из Освенцима
«Татуиро́вщик из Осве́нцима» (англ. The tattooist of Auschwitz) — роман сценаристки Хезер Моррис, основанный на реальной истории Людвига (Лале) Соколова, в 1942 году попавшего в концентрационный лагерь Освенцим-Биркенау. Впервые опубликован в январе 2018 года в Великобритании издательством Bonnier Zaffre.

## Сюжет
1942 год. Вернувшись в дом родителей в Кромпахи в Словакии, Лале узнаёт, что евреев из маленьких городков собирают и отправляют работать на немцев. Погладив костюм и собрав вещи, 24-летний парень отправляется в Прагу. Оттуда его перевозят в Польшу, и Лале оказывается в концентрационном лагере в Освенциме.
Как и большинство заключенных, Лале строит бараки, и вскоре от тяжёлой работы и недостаточного питания серьёзно заболевает. После перенесённого сыпного тифа молодой человек узнаёт, что от верной смерти его спас татуировщик-француз Пепан. Татуировщик предлагает Лале стать своим помощником. Теперь его основной работой становится нанесение номеров на руки прибывающих в лагерь заключённых.
Через несколько месяцев здесь впервые появляются девушки и женщины: нанося очередную татуировку, Лале знакомится с Гитой, заключённой № 34902. Несмотря на совершенно нечеловеческие условия и тяжёлое положение, молодые люди влюбляются друг в друга.
Пользуясь своими привилегиями, Лале пытается помочь своим товарищам, и в особенности Гите и её подругам, выжить в аду: делится едой, достаёт лекарства, обменивает украшения, добытые другими заключёнными, на шоколад и колбасу у вольнонаёмных работников.

## Ключевые персонажи
- Лале — Людвиг Соколов, заключённый № 32407, татуировщик
- Гита — Гизела Фурман, заключённая № 34902, сотрудница административного корпуса СС
- Пепан — татуировщик
- Хесс — Рудольф Хёсс, комендант лагеря
- Леон — помощник Лале
- Барецки — Штефан Барецки, охранник Лале, с осени 1942 года до января 1945 года был начальником блока в мужском лагере в Биркенау. В 1961 году был осуждён во Франкфурте и приговорён к пожизненному заключению. В 1988 году покончил с собой.
- Хустек — обершарфюрер
- Шварцхубер — Йохан Шварцхубер, старший комендант лагеря
- Герр Менгеле — Йозеф Менгеле, врач лагеря
- Силка — подруга Гиты; во время своего заключения в лагере, чтобы выжить, имела сексуальную связь со старшим комендантом лагеря Шварцхубером. После освобождения из лагеря была осуждена как пособница нацистов и приговорена к пятнадцати годам каторжных работ в Сибири. После вернулась в Братиславу.

## Продолжение
В 2019 году вышла вторая книга Моррис, рассказывающая историю Силки Кляйн – подруги Гиты, «Дорога из Освенцима» (англ. Cilka’s Journey). В России книга вышла в 2020 году в издательстве «Азбука».

## Телевизионная адаптация
В 2018 году стало известно, что книгу «Татуировщик из Освенцима» адаптируют в качестве телевизионного сериала. В 2023 году было объявлено, что шестисерийный сериал находится в производстве у британской Sky Studios и у американского Peacock. Режиссёром стала Тали Шалом-Эзер, а автором телевизионного сценария — Жаклин Перске. Съёмки начались весной 2023 года.